# Xerobion blascoi
Xerobion blascoi är en insektsart. Xerobion blascoi ingår i släktet Xerobion och familjen långrörsbladlöss. Inga underarter finns listade i Catalogue of Life.